# Pieter Jan Kuijper
Pieter Jan Kuijper (Olst, 5 oktober 1946) is een Nederlands jurist en emeritus hoogleraar aan de Universiteit van Amsterdam.
Kuiper studeerde rechtsgeleerdheid aan de Universiteit Leiden, waar hij in 1970 cum laude afstudeerde. Het jaar daarop behaalde hij een Master of Arts aan de Paul H. Nitze School of Advanced International Studies aan de Johns Hopkins-universiteit. Na zijn studie werd hij docent recht der internationale organisaties aan zijn alma mater; van 1977 tot 1978 was hij fellow van het Netherlands Institute for Advanced Study te Wassenaar. Op 29 september 1978 promoveerde Kuijper aan de Universiteit van Amsterdam bij Hein Schermers op het proefschrift The Implementation of International Sanctions: The Netherlands and Rhodesia (Schermers was eerder dat jaar overigens reeds benoemd tot hoogleraar te Leiden). Na zijn promotie werd hij lid van de juridische dienst van de Europese Commissie, afdeling Mededinging.
Met ingang van 1 maart 1984 werd hij benoemd tot hoogleraar aan de Universiteit van Amsterdam, met als leeropdracht het volkenrecht, waaronder het recht van de internationale organisaties. Drie jaar na zijn benoeming tot hoogleraar keerde hij weer terug naar de Commissie, ditmaal als deal van de afdeling externe betrekkingen en handel. In die hoedanigheid was hij onder andere juridisch adviseur van de Commissie bij de Uruguay-ronde, die leidde tot oprichting van de Wereldhandelsorganisatie (WTO), en hoofd van de GATT- en WTO-procesafdeling binnen de juridische dienst van de Commissie. Van 1996 tot 1999 werkte hij bij de afdeling vrij verkeer, sociale zaken en justitie en binnenlandse zaken van de juridische dienst. Hij was eerder van 1987 tot 1991 visiting professor geweest aan de Université catholique de Louvain en in 1994 aan de Universiteit van Michigan.
In 1999 werd Kuijper benoemd tot onbezoldigd gewoon hoogleraar aan de UvA, met als leeropdracht de juridische aspecten van externe betrekkingen van de Europese Unie, een leerstoel die hij tot 2005 zou bekleden. Van 1999 tot 2002 was hij directeur juridische zaken bij het secretariaat van de WTO; in dat laatste jaar keerde hij weer terug naar de Commissie, als principal legal advisor en directeur van het team externe betrekkingen en internationale handel. Hij vertegenwoordigde de Commissie in verschillende zaken voor het Hof van Justitie en Gerecht van Eerste Aanleg en trad namens de Europese Unie ook op voor het Dispute Settlement Body (DSB, geschilbeslechtingsorgaan) en Appellate Body (beroepsorgaan) van de WTO.
In 2007 verliet Kuijper de Commissie definitief voor een benoeming tot voltijds hoogleraar aan de UvA met als leeropdracht het recht der internationale economische organisaties, de leerstoel die (in oorspronkelijke vorm) eerder was bekleed door zijn promotor Hein Schermers en daarna door Richard Lauwaars. Hij aanvaardde de benoeming op 23 mei 2008 met de oratie Of 'Mixity' and 'Double-Hatting': EU external relations law explained. Hij was ook  hoofdredacteur van het tijdschrift Legal Issues of Economic Integration (in 1974 opgericht door Schermers) en redacteur van de International Organizations Law Review en de Common Market Law Review. Op 5 oktober 2014 ging Kuijper met emeritaat als hoogleraar. In 2018 was hij nog als hoofdredacteur verantwoordelijk voor de vijfde druk van het handboek The Law of the European Union, oorspronkelijk geschreven door Jos Kapteyn en Pieter verLoren van Themaat.